# Plerguer
Plerguer (bretonisch: Plergar) ist eine französische Gemeinde mit 2.871 Einwohnern (Stand: 1. Januar 2022) im Département Ille-et-Vilaine in der Region Bretagne; sie gehört zum Arrondissement Saint-Malo und zum Kanton Dol-de-Bretagne. Die Einwohner werden Plerguerrois und Plerguerroises genannt.

## Geographie
Plerguer liegt etwa 18 Kilometer südöstlich von Saint-Malo. An der westlichen Gemeindegrenze fließt der Meleuc, an der östlichen der Biez Jean. Umgeben wird Plerguer von den Nachbargemeinden Saint-Guinoux und Lillemer im Norden, Roz-Landrieux im Nordosten und Osten, Baguer-Morvan im Osten und Südosten, Le Tronchet im Süden sowie Miniac-Morvan im Westen.
Durch das Gemeindegebiet von Plerguer führt die autobahnartig ausgebaute Route nationale 176 mit einem eigenen Anschluss. Der Bahnhof der Gemeinde liegt an der Bahnstrecke Lison–Lamballe.

## Bevölkerungsentwicklung
| Jahr                      | 1962 | 1968 | 1975 | 1982 | 1990 | 1999 | 2006 | 2012 | 2020 |
| Einwohner                 | 1581 | 1552 | 1682 | 1749 | 1853 | 1772 | 2125 | 2412 | 2826 |
| Quelle: Cassini und INSEE |      |      |      |      |      |      |      |      |      |

## Sehenswürdigkeiten
- Menhir La Pierre du Domaine, seit 1889 als Monument historique klassifiziert
- Kirche Sainte-Trinité-et-Saint-Augustin aus dem 19. Jahrhundert
- Kloster Notre-Dame de Beaufort, seit 1963, Gemeinschaft nach den Regeln des Dominikanerordens, in dem alten Schloss Beaufort aus dem 17. Jahrhundert untergebracht, ursprünglich Burganlage aus dem 12. Jahrhundert
- Priorei von Saint-Pétreuc
- Kapellen Le Désert, Vauclair und Le Haut-Mesnil
- zahlreiche Wegekreuze
- Schloss Le Haut-Mesnil, genannt „Malouinière“, aus dem 19. Jahrhundert
- Schloss Le Bas-Mesnil aus dem 19. Jahrhundert
- zahlreiche alte Brücken und Herrenhäuser

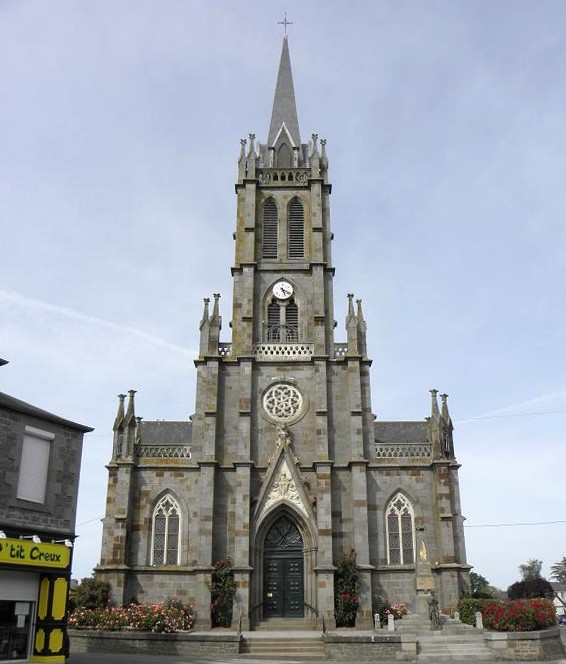
Kirche Sainte-Trinité-et-Saint-Augustin
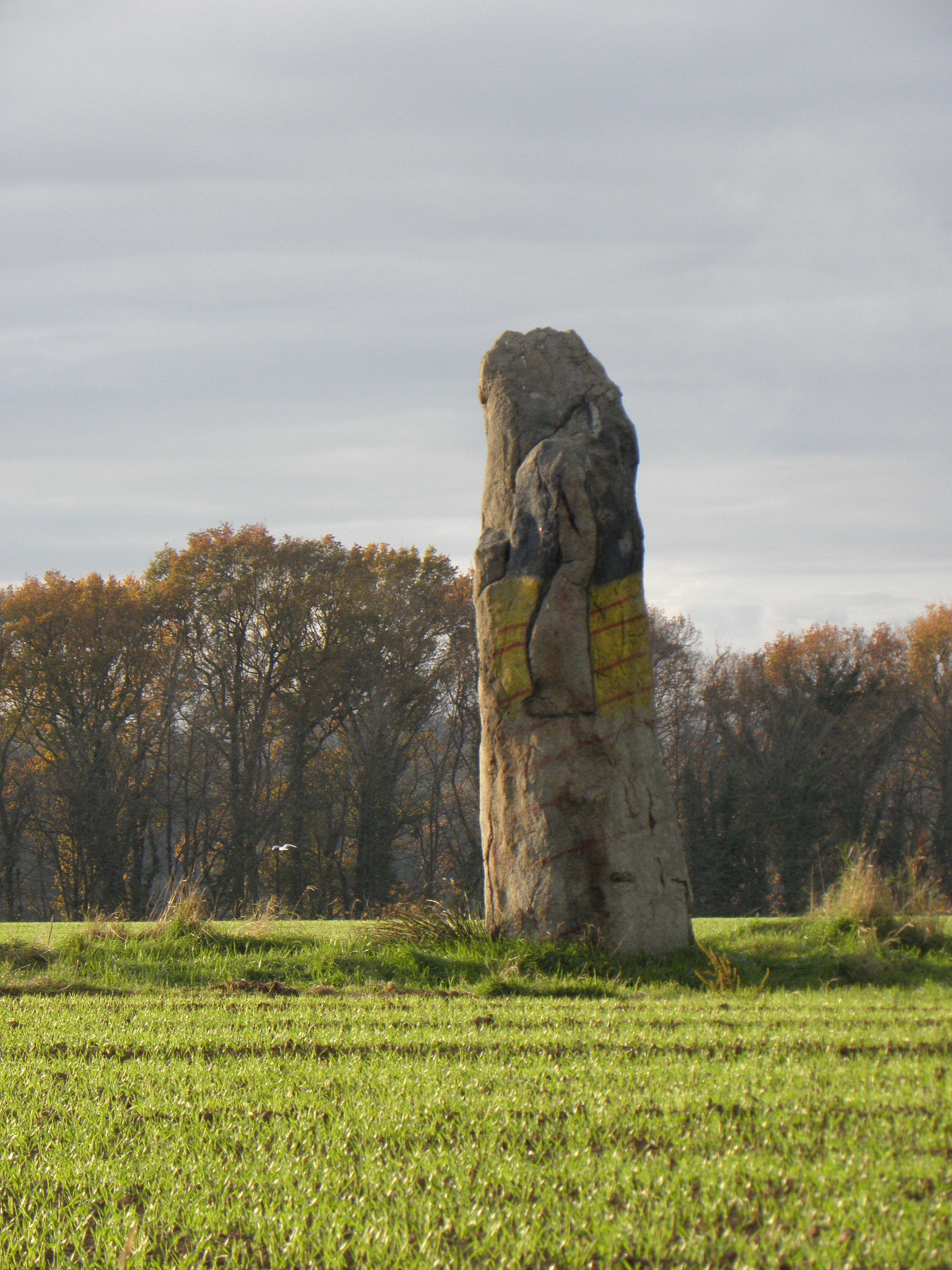
Menhir Pierre du Domaine
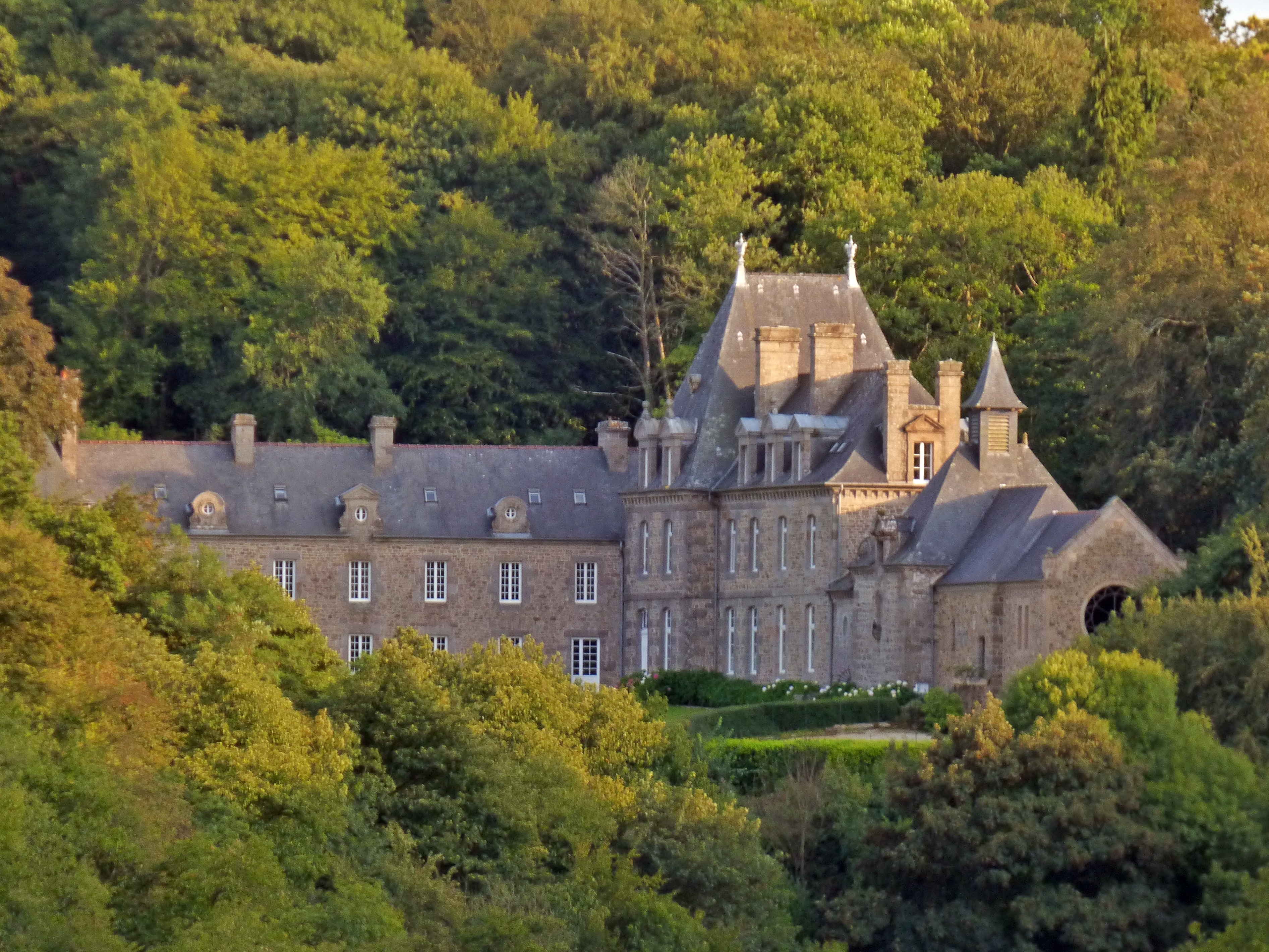
Kloster Notre-Dame de Beaufort
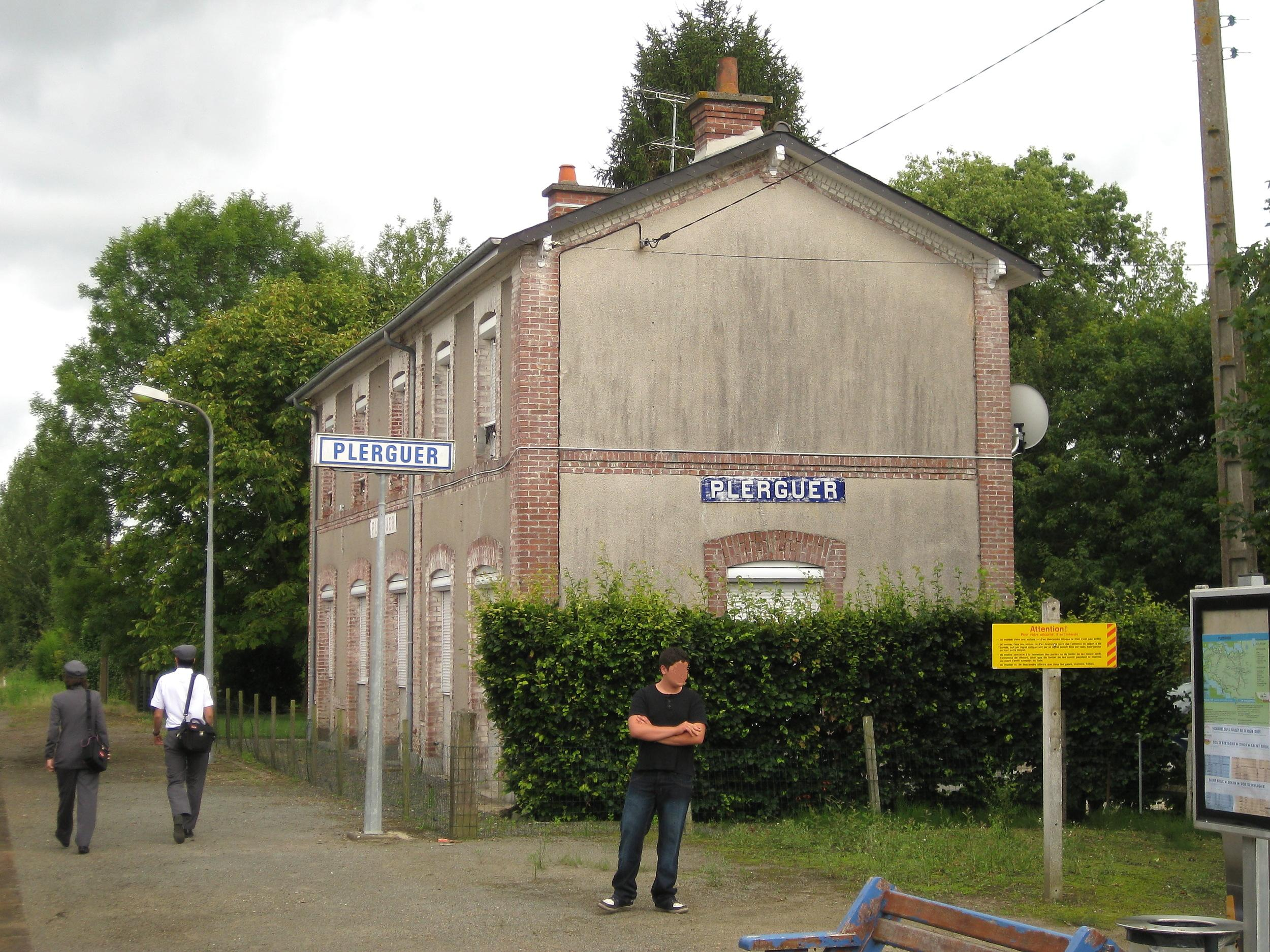
Bahnhof

## Gemeindepartnerschaft
Mit dem Stadtteil Lette der deutschen Stadt Coesfeld in Nordrhein-Westfalen besteht eine Partnerschaft.